# Peter Heinemann
Peter Heinemann (* 2. März 1936 in Essen) ist ein deutscher Jurist und Politiker (SPD). Er war Mitglied des Landtags Nordrhein-Westfalen.

## Leben und Beruf
Nach dem Abitur 1955 studierte Heinemann Rechtswissenschaften in Tübingen, Heidelberg, Berlin und Bonn. Ein Jahr nach dem ersten Staatsexamen wurde er 1961 in Köln mit der Dissertation Raumordnung und bergrechtliche Grundabtretung zum Dr. jur. promoviert. Nach dem Zweiten Staatsexamen 1964 nahm er in Paris ein Studium der politischen Wissenschaften auf und trat 1965 als vierter Partner in die Rechtsanwaltskanzlei ein, die sein Vater Gustav Heinemann 1951 in Essen eröffnet hatte. 1973 erwarb er die Zusatzqualifikation als Notar. Er vertrat den Herausgeber Dietrich Oppenberg in einem langjährigen Prozess vor Gericht.
Mitglied der SPD ist er seit 1961. 1989 trat er nach nur 13 Monaten als Unterbezirksvorsitzender in Essen zurück. Heinemann war Presbyter der evangelischen Kirchengemeinde Essen-Heisingen und Mitglied des Kuratoriums der Friedrich-Ebert-Stiftung.

## Abgeordneter
Vom 29. Mai 1980 bis zum 30. Mai 1990 war Heinemann Mitglied des Landtags von Nordrhein-Westfalen. Er wurde jeweils im Wahlkreis 080 Essen VI direkt gewählt.